# Fabio Augusto Vitta
Fabio Augusto Vitta is een Braziliaanse botanicus. Hij is opgeleid in de biologie en heeft de titel Master of Science behaald.
Momenteel is hij verbonden aan de afdeling botanie van de Universidade Estadual de Campinas (UNICAMP) in de deelstaat São Paulo in Brazilië. Hij is gespecialiseerd in de familie Cyperaceae en de familie Passifloraceae. Hij houdt zich bezig met onderzoek naar Lagenocarpus, Everardia, Trilepis (Cyperaceae) en Passiflora (Passifloraceae).
Vitta heeft gepubliceerd in botanische tijdschriften als Brittonia en Novon. In Novon heeft hij de eerste publicatie over Passiflora loefgrenii verzorgd.